# Lasek Łęgowski
Lasek Łęgowski – lasek zlokalizowany w Nowej Hucie, biegnący równolegle do Wisły, między ul. Wiklinową a ul. Niepokalanej Marii Panny, na zawalu Wisły, w okolicach elektrociepłowni EDF Kraków. Jest to jeden z dwóch obszarów leśnych na terenie Nowej Huty (zob. Lasek Mogilski). Lasek Łęgowski obecnie stanowi fragmenty pierwotnych lasów łęgowych Ficario-ulmetum.
Las Łęgowski jest łęgiem jesionowo-olszowym, który zajmuje powierzchnię ok. 24 ha. Oddzielony jest od Wisły wałem przeciwpowodziowym, po którym brzegiem lasu biegnie utwardzona ścieżka rowerowa. Przez obszar lasu prowadzi droga dojazdowa do wału oraz ścieżka gruntowa.

## Flora
Drzewa występujące na terenie lasku są charakterystyczne dla lasu łęgowego. W części południowo-wschodniej przeważa dąb szypułkowy, w południowo-zachodniej jesion wyniosły, w środkowej części rosną oba gatunki, a także olsza czarna, w północnej dominuje olsza szara. Jeden z dębów jest drzewem wpisanym na listę pomników przyrody (w 2010 roku), o obwodzie w pierśnicy 331cm. W podszycie występuje bez czarny i czeremcha zwyczajna.
Wiosną na terenie lasu w runie leśnym zaobserwować można geofity, tzn. takie rośliny, które kwitną i owocują przed pojawieniem się liści na drzewach. Są to m.in. zawilec gajowy, ziarnopłon wiosenny. Później w wielu miejscach dominuje pokrzywa zwyczajna, jeżyna popielica i niecierpek drobnokwiatowy.

## Fauna
Fauna lasu bogata jest w liczne gatunki ptaków, głównie występuje tu dzięcioł średni. Spotyka się też drobne ssaki. W starszych dziuplastych drzewach (nielicznych na tym terenie) żyją nietoperze. W rowie melioracyjnym pojawiają się nieliczne płazy (w związku ze złą jakością wody) – żaba trawna i ropucha szara.

## Zagrożenia i ochrona czynna walorów przyrodniczych
Łęgi jesionowo-olszowe są zbiorowiskami zależnymi od wód płynących, głównie od okresowych zalewów, które utrzymują poziom wód gruntowych i kształtują w ten sposób skład roślinności na danym terenie. W przypadku niedostatecznej wilgotności łęg łatwo ulega przemianie w kierunku zbiorowisk grądowych. Las Łęgowski jest oddzielony od Wisły wałem przeciwpowodziowym, brak zalewów stanowi poważne zagrożenie dla siedliska.
Także inwestycje budowlane w pobliżu mogą stać się czynnikiem osuszającym teren oraz przyczyną osłabienia drzew i zmniejszenia odporności na choroby.
W ramach ochrony zbiorowiska podejmowane są działania związane z retencją wody na obszarze lasu.
Zaleca się niedopuszczenie do zabudowy w odległości co najmniej dwóch wysokości drzewostanu, a zwłaszcza zbyt bliskie usytuowanie systemów odwodnienia terenów zabudowy jak drenaż czy studnie chłonne. Na terenie lasu, zwłaszcza na rowach melioracyjnych konieczne są zastawki piętrzące wodę wraz z systemem biologicznego podczyszczenia wód, które poprawią jakość wody w obrębie rowów i umożliwią liczniejsze zasiedlenie ich przez płazy.
W ramach ochrony czynnej siedliska ważne jest też, aby stare dziuplaste drzewa były pozostawione jako miejsca, gdzie znajdują schronienie ptaki, nietoperze i owady.
W sytuacji braku odnowień naturalnych drzew konieczne są nasadzenia gatunków występujących w siedliskach łęgowych z wykorzystaniem sadzonek pozyskanych ze szkółek roślin. Na terenie lasku zakładane są także budki lęgowe dla ptaków.

## Plany
W planach jest stworzenie zespołu przyrodniczo-krajobrazowego „Park Starorzecza Wisły w Nowej Hucie” przylegającego do Łąk Nowohuckich, który ma obejmować między innymi dzisiejszy teren Lasku Łęgowskiego (informacja z 2017 roku).
Las Łęgowski w dokumencie „Kierunki Rozwoju i Zarządzania Terenami Zieleni w Krakowie na lata 2019–2030” przyjętym Zarządzeniem Prezydenta Miasta Krakowa we wrześniu 2019 roku został wskazany jako stanowisko z ekosystemem zasługującym na ochronę w formie użytku ekologicznego.

## Galeria

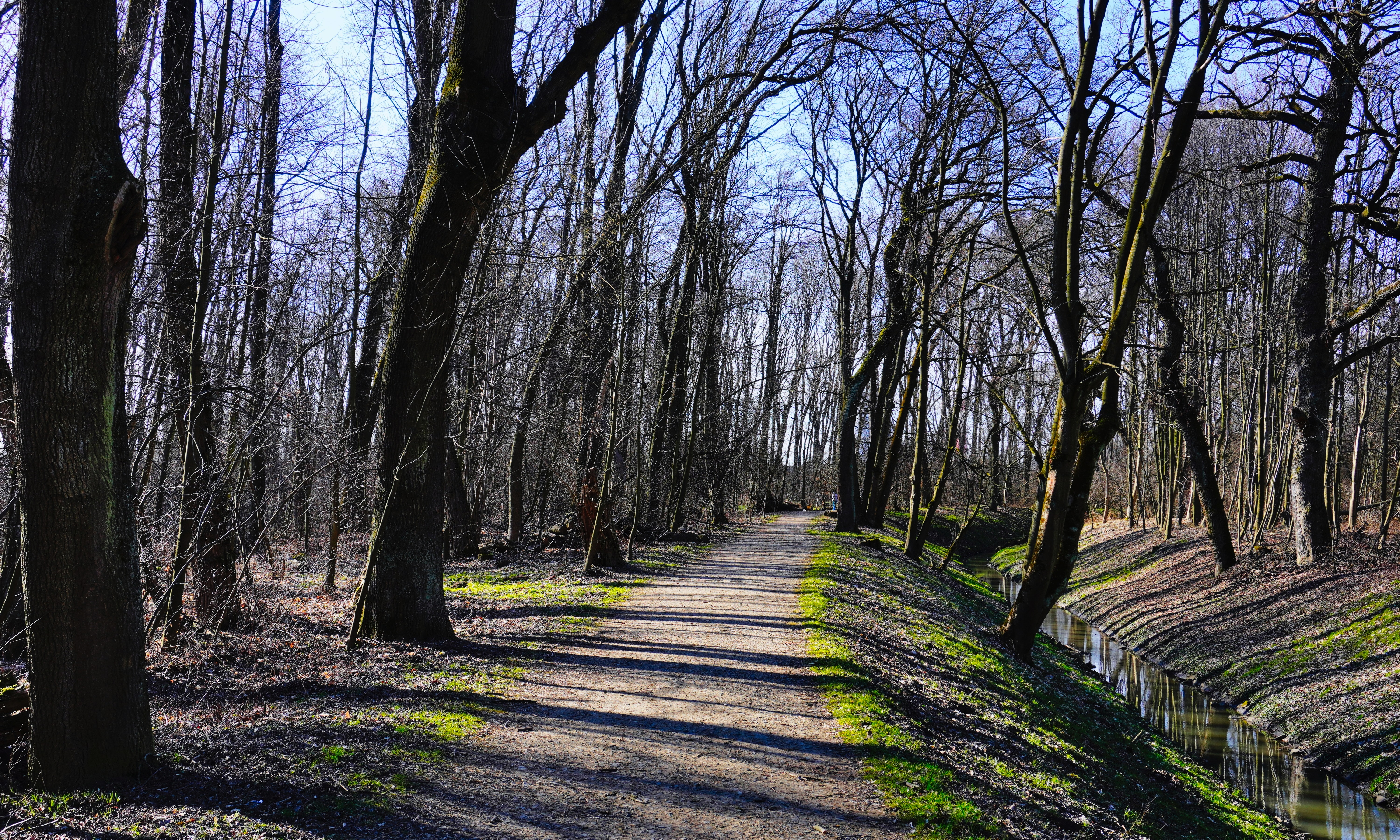
Lasek Łęgowski w lutym, widok na zachód
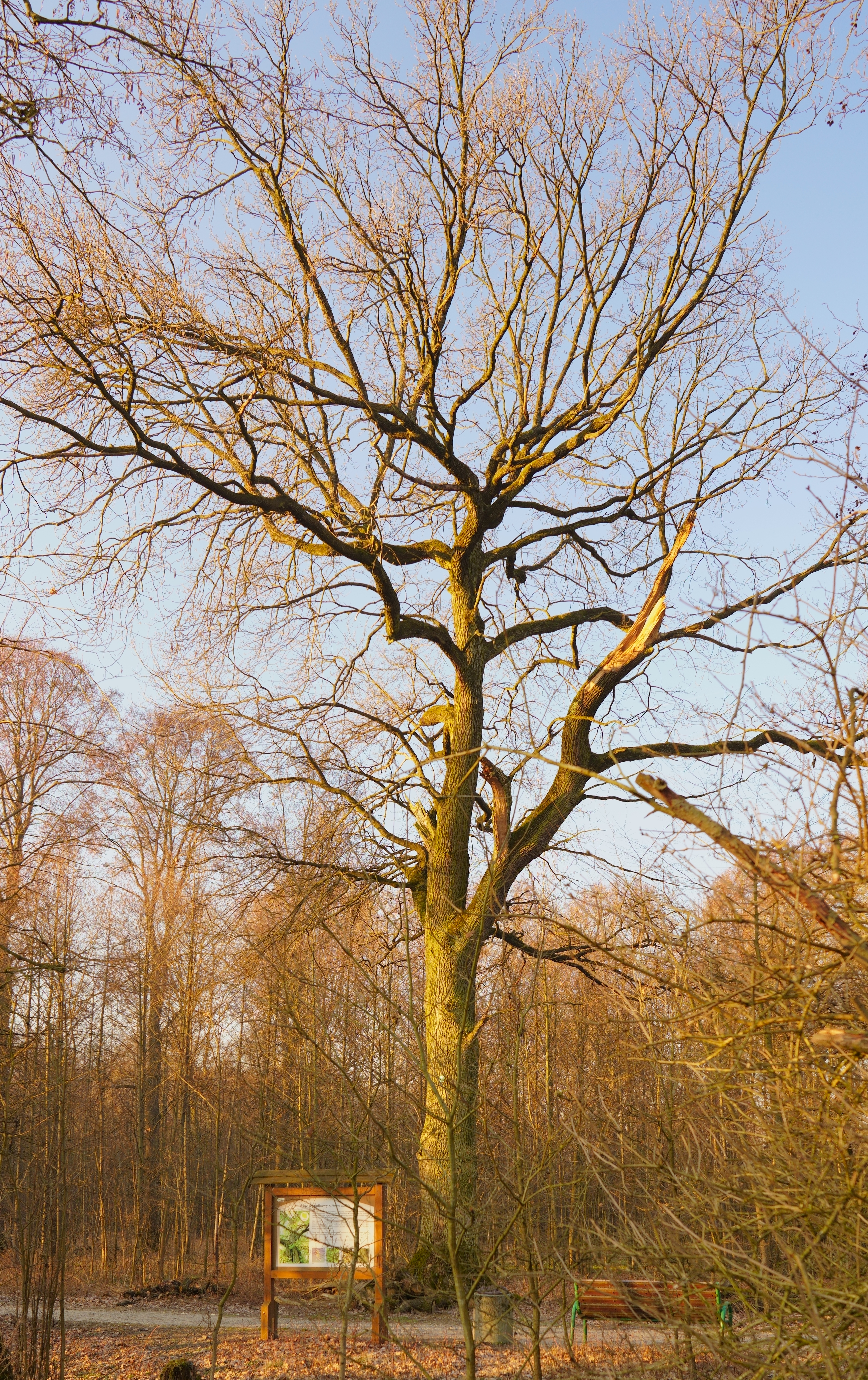
Dąb szypułkowy, pomnik przyrody
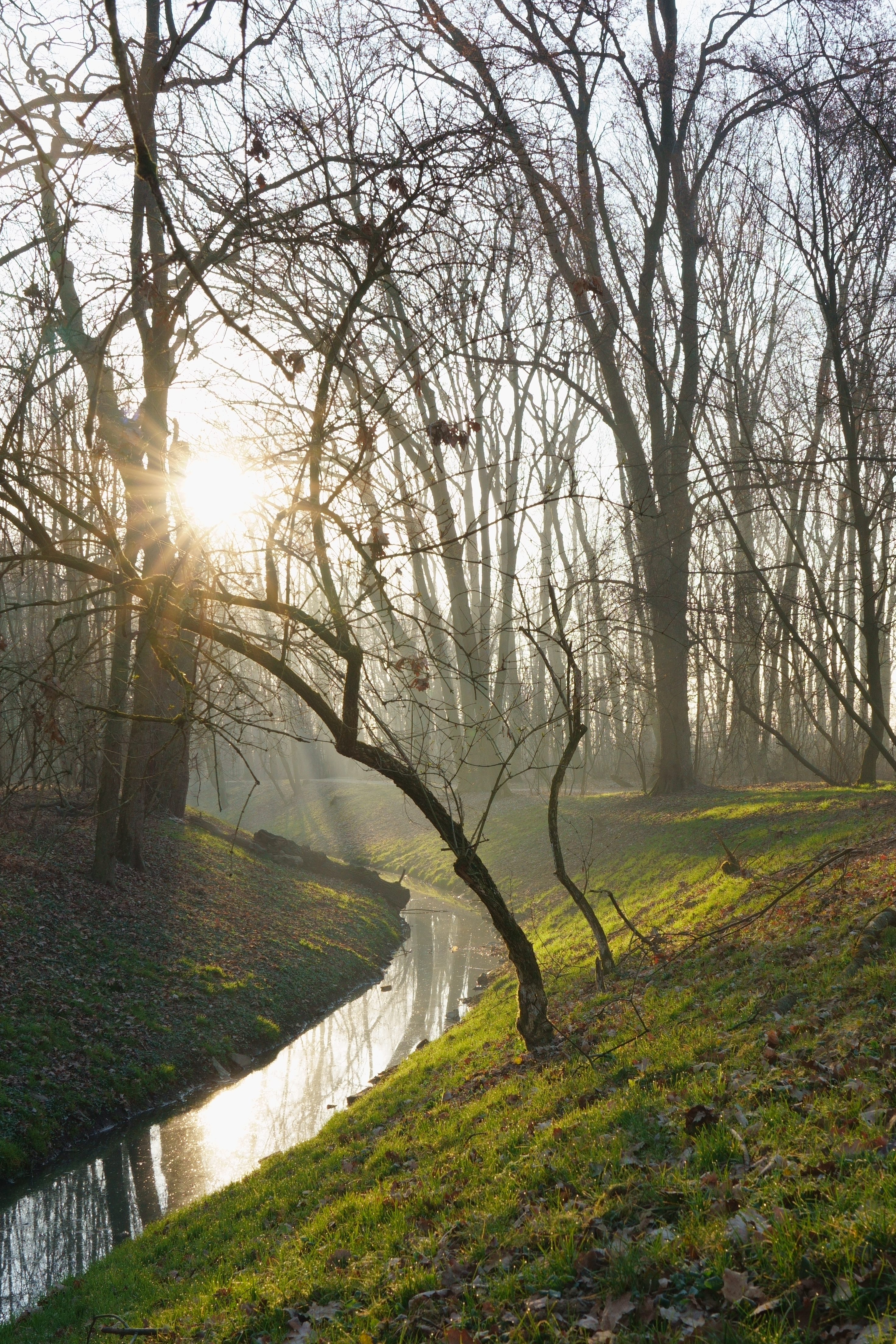
Lasek Łęgowski, wschód słońca, marzec